# Amblyodipsas dimidiata
Amblyodipsas dimidiata (мпвапваська пурпурово-блискуча змія) — вид отруйних змій родини земляних гадюк (Atractaspididae). Ендемік Танзанії.

## Поширення і екологія
Amblyodipsas dimidiata мешкають в околицях Додоми і Мпвапви в центральній Танзанії. Вони живуть в сухих тропічних лісах, на висоті 1000 м над рівнем моря. Відкладають яйця.